# Tom Cordes
Tom Cordes es un ex ciclista holandés, nacido el 30 de mayo de 1966 en Wilnis, profesional desde 1989 hasta 1996 y desde 2002 hasta 2005. Destacó mucho más en carreras amateur (en ciclismo en pista y en carreras no profesionales del ciclismo en ruta) que como profesional. 
Sus grandes logros como ciclista fueron sus maillots Arco-Iris conseguidos en las especialidades de ciclismo en ruta ruta en categoría júnior (1984) y en ciclismo en pista de 100 km contrarreloj por equipos en categoría absoluta, junto con los también neerlandeses Rob Harmeling, John Talen y Gerrit de Vries (1986). 
También consiguió varias victorias como amateur en carreras profesionales antes de fichar por el equipo profesional Superconfex-Yoko. Aunque aun siendo profesional siguió disputando carreras amateur con mucho mayor éxito que en las profesionales.

## Palmarés
| 1985 - 1 etapa del Tour de Polonia 1986 - Campeonato del Mundo 100 km Contrarreloj por Equipos (formando equipo con Rob Harmeling, John Talen y Gerrit de Vries) - 1 etapa de la Vuelta a Austria 1987 - Tour de Overijssel - Volta Limburg Classic 1988 - 1 etapa de la Vuelta a Suecia - ̈1º en Gran Premio François-Faber 1989 - 1 etapa en la Vuelta a Galicia - 1 etapa de la Vuelta a la Comunidad Valenciana | 1990 - Vuelta a la Comunidad Valenciana - Vuelta Ciclista a Murcia, más 1 etapa - Trofeo Luis Puig - Trofeo Baracchi 1992 - 1 etapa en la Vuelta a España 1997 - 1 etapa del Tour de Olympia 1998 - 1 etapa del Tour de Olympia 1999 - 1 etapa del Tour de Olympia 2001 - Groningen-Münster |

## Equipos
- Superconfex-Yoko (1989)
- Buckler (1990)
- PDM (1991-1992)
- Amaya Seguros (1993)
- WordPerfect (1993)
- Asfra-Orlans (1994)
- Erotic Discount (1995)
- Castellblanch (1995)
- MX Onda (1996)
- Cycling Team Bert Story-Piels (2002-2003)
- APAC Cycling Team (2004)
- Trientalis-Apac Team (2005)